# 영선사
영선사(領選使)는 조선 고종 때 청나라에 파견된 사절단이다.

## 개요
1881년(고종 18년) 11월 17일(음력 9월 26일) 청나라 근대식 병기의 제조 및 사용법을 배우기 위하여 유학생을 파견키로 하고 그들을 인솔하는 사신을 영선사라 하여 김윤식을 정했다. 톈진에 파견된 유학생들은 각 병기 공장에서 제조법을 배우고 임오군란이 일어나자 귀국하였다.
귀국 후 이들이 섭취한 지식을 기반으로 하여 삼청동에 한국 최초의 기기창을 설치하였다.

## 같이 보기
- 신사 유람단
- 통리기무아문